# Kaciaryna Sakolczyk
Kaciaryna Uładzimirauna Sakolczyk z domu Siłancjewa (biał. Кацярына Уладзіміраўна Сакольчык, ur. 27 lipca 1993 w Grodnie) – białoruska siatkarka, grająca na pozycji przyjmującej, reprezentantka kraju.
Treningi siatkarskie rozpoczęła w wieku 10 lat w Dziecięco-Młodzieżowej Szkole Sportowej im. A. Sapiehy w Grodnie. Po pięciu latach dołączyła do juniorskiej drużyny Nieman-GrGu-2 Grodno, a w 2009 roku do seniorskiej drużyny, z którą w sezonie 2012/2013 wywalczyła mistrzostwo Białorusi. W Niemanie-GrGu występowała do 2014 roku.
W latach 2014–2020 reprezentowała barwy Minczanki Mińsk, z którą czterokrotnie wygrała mistrzostwo Białorusi (2016-2020) oraz czterokrotnie Pucharu Białorusi (2016-2020). Ponadto dotarła do finału Pucharu CEV w sezonie 2017/2018.
W sezonach 2020/2021 i 2021/2022 była zawodniczką rosyjskiej drużyny Leningradka Petersburg, a następnie powróciła do Minczanki Mińsk.
Od 2016 roku jest reprezentantką Białorusi, z którą w 2019 roku wywalczyła brązowy medal Ligi Europejskiej. 

## Sukcesy
Mistrzostwa Białorusi:
- 2016, 2017, 2018, 2019[5]

Puchar Białorusi:
- 2016, 2017, 2018, 2019[5]

Puchar CEV:
- 2018[6]

Liga Europejska:
- 2019[8]